# Robert P. Gutterman
Robert P. Gutterman war ein Filmtechniker und Erfinder, der 1960 mit einem Oscar für Wissenschaft und Entwicklung ausgezeichnet wurde. Bei dem Preis handelt es sich um eine sogenannte Class-II-Auszeichnung, da die Preisträger statt einer Oscar-Statuette (Class I) eine Oscar-Plakette erhalten.

## Berufliches
Robert P Gutterman wurde im Jahr 1960 mit einem Oscar für Wissenschaft und Entwicklung ausgezeichnet. Er war zu der Zeit für General Kinetics, In. und die Lipsner-Smith Corp. tätig und erhielt die Auszeichnung „for the design and development of the CF-2 Ultra-sonic Film Cleaner“ (für das Design und die Entwicklung des CF-2 Ultraschall-Filmreinigers).
Der erste kontinuierlich arbeitende Ultraschallreiniger wurde von Gutterman für Lipsner-Smith entwickelt. Seine Erfindung führte zu der Idee, aktuelle Ultraschalltechnologie zu nutzen, um eine sichere und effektive Methode zur Folienreinigung bereitzustellen. Seit der Einführung dieser Technologie ist Lipsner-Smith führend in der Bereitstellung von Reinigungssystemen für Kinofilme, für Filmlabore und Fernsehfilmbetriebe auf der ganzen Welt. Guttermans Erfindung beseitigte die Gefahr einer weiteren Beschädigung einer Folie durch die Reinigung mit einem feuchten Tuch und nutzte stattdessen die sich entwickelnde Ultraschallkavitationstechnologie, um die Folie auf die sicherste und effizienteste Art und Weise zu reinigen.
Über Guttermans Ausbildung, seinen genaueren Werdegang und darüber, was er vor und nach der ihm 1960 zuerkannten Auszeichnung getan hat, ist nichts bekannt.

## Auszeichnung (Auswahl)
- Oscar/Wissenschaft und Entwicklung 1960 an Robert P. Gutterman